# Tratado del Pouet
El Pacto del Pouet, o de Jovada, firmado 1244 o 1245 a extramuros del castillo de Alcalá, y fue firmado entre al-Azraq caudillo de los rebeldes mudéjares y el infante Alfonso de Aragón, por parte de la Corona de Aragón.

## Contenido
El pacto, que trata de la entrega a Jaime el Conquistador de los castillos de Pop y Tárbena, el mantenimiento por al-Azraq los castillos de Alcalá y Perputxent, y el compromiso de cesión en tres años los castillos de Gallinera, Margarida, Xeroles y Castells que poseía al-Azraq. El pacto toma el nombre del lugar donde se firmó, la fuente que está en las proximidades o en la partida del pozo que se encuentra entre la Foradà y la Peña Alta.

## Firmantes
Por parte musulmana al-Azraq y por la cristina el Infante Alfonso en nombre de Jaime I. Como testigos por la parte cristianas: el señor Pere Maça, el señor Guillerno Hugo, el señor Pere Sanz, el señor Gombaldo d'Entenza y el señor Raimundo de Montpeller.

## Consecuencias
El pacto fue pronto incumplido y en 1247 los mudéjares se sublevaron.

## Importancia histórica
La importancia de este tratado se debe a ser el único en el que se conserva intactas ambas versiones, la cristiana y la musulmana. Y solo existe otro tratado que se conserva parcialmente: La rendición de Játiva. Usualmente la versión en árabe se ha perdido al desaparecer la dinastía que lo firmó. E incluso muchas de las versiones cristianas se han perdido.
En este tratado se puede ver que no se trata de traducciones literales, sino, que cada versión difiere de la otra. P.e. Mientras que el rey Jaime creía que había transformado un enemigo formidable en un vasallo permanente y leal, al-Azraq simplemente considerada como una tregua temporal.